# الاجتهاد في الشريعة الإسلامية (كتاب)
الاجتهاد في الشريعة الإسلامية مع نظرات تحليلية في الاجتهاد المعاصر هو كتاب يعتبر جزء من سلسلة «الفقه وأصوله» التي ألف فيها يوسف القرضاوي ما يزيد على عشرين كتاباً، والذي فيه يلقي الضوء على موضوع يمثل ضرورة لحياتنا الإسلامية اليوم، هو الاجتهاد الذي يعطي الشريعة خصوبتها وثراءها، ويمكنها من قيادة زمام الحياة إلى ما يحب الله ويرضى، دون تفريط في حدود الله، ولا تضييع لحقوق الإنسان، وذلك إذا كان اجتهادا صحيحا مستوفيا لشروطه صادرا من أهله في محله.وهذا الكتاب فيه من التبسيط في عباراته والتيسير في تناوله لتقريبه إلى فهم المثقف العادي، حتى يستطيع أن يهضمه، ويستفيد منه...

## وصلات خارجية
- لتصفح الكتاب من موقع القرضاوي نت
- لتحميل الكتاب
  - Text - PDF[وصلة مكسورة]